# The Strain (seizoen 3)
Dit artikel vat het derde seizoen van The Strain samen. Dit seizoen liep van 28 augustus 2016 tot en met 30 oktober 2016 en bevatte tien afleveringen. 

## Rolverdeling

### Hoofdrollen
- Corey Stoll - dr. Ephraim Goodweather
- Natalie Brown - Kelly Goodweather
- Max Charles - Zach Goodweather
- David Bradley - Abraham Setrakian
- Kevin Durand - Vasiliy Fet
- Richard Sammel - Thomas Eichorst
- Jack Kesy - Gabriel Bolivar
- Miguel Gomez - Augustin 'Gus' Elizalde
- Ruta Gedmintas - Dutch Velders
- Jonathan Hyde - Eldritch Palmer
- Rupert Penry-Jones - mr. Quinlan
- Samantha Mathis - Justine Feraldo
- Joaquín Cosío - Angel Guzman Hurtado

### Terugkerende rollen
- Robin Atkin Downes - De Meester
- Paulino Nunes - Frank Kowalski
- Adriana Barraza - Guadalupe Elizalde
- Jim Watson - jonge Setrakian
- Doug Jones - de oudere
- Cas Anvar - Sanjay Desai
- Dwain Murphy - Sean Duncan
- Elizabeth Saunders - verpleegster Carla Davis

## Afleveringen
| Nr. | Aflevering | Titel                      | Regisseur       | Schrijver(s)                  | Selectie gastrollen | Uitzenddatum      |  |
| --- | ---------- | -------------------------- | --------------- | ----------------------------- | --- | ----------------- |  |
| 1 | 1          | New York Strong            | J. Miles Dale   | Carlton Cuse Chuck Hogan      | Aaron Lazar - Kroft Tim Cody - Navy SEALs Scaggs Dustin Faith - Navy SEALs McDonald Cam Fergus - Navy SEALs Holmes                                                         | 28 augustus 2016  |  |
| Na de dood van Martinez en de ontvoering van Zach is dr. Goodweather helemaal ontspoort en drinkt meer dan het goed voor hem is. Hij zet zijn tocht voort naar een betere biologisch anti-strigoi wapen voor Feraldo, nadat zij hem geïnformeerd heeft dat de effectiviteit van het oude wapen gedaald is van 100% naar 75%. Fet assisteert een groep Navy SEALs soldaten met hun jacht op strigois en de jacht op de meester, maar Eichhorst lokt hen in een val waarbij bijna alle soldaten omkomen. Setrakian assisteert mr. Quinlan met het vertalen van de Lumen. Elizalde houdt zijn moeder, die nu een strigoi is, gevangen in hun woning, hopende haar te kunnen genezen door haar te voeden met zijn bloed. Kelly, vergezeld met haar Feelers, gaat naar haar oude huis waar zij dr. Goodweather treft, zij biedt haar ex-man Zach aan in ruil voor de Lumen. |            |                            |                 |                               | |                   |  |
| 2 | 2          | Bad White                  | J. Miles Dale   | Bradley Thompson David Weddle | America Olivo - Kate Rodgers Taso Alexander - Ron Ben Carlson - dr. Wilson Kerry Zarrin Darnell-Martin - Fay Kaniehtiio Horn - Kimberly Christopher Jacot - Braden         | 4 september 2016  |  |
| Nadat de overgebleven Navy SEALs soldaten New York hebben verlaten beleeft Fet een onenightstand met een vrouw genaamd Kate. Dr. Goodweather herenigt zich weer met Setrakian en Fet, maar Quinlan vermoedt dat hij gekomen is met een dubbele agenda. De gezondheid van Palmer gaat hard achteruit, en dwingt zijn onderzoekers om haast te maken naar het geneesmiddel het witte. Wanneer zij hierin falen zoekt hij Setrakian op met een voorstel, hij zal zich keren tegen de meester als hij hem dit middel geeft. Setrakian weigert dit echter, maar vertelt later tegen Fet dat hij de wanhoop van Palmer eigenlijk goed kan gebruiken om hem te manipuleren. Eichhorst draagt Palmer op om Feraldo te beïnvloeden, om meer onschuldige slachtoffers naar hun Freedom Centers te sturen. Ondertussen is Dutch weer teruggekeerd naar haar oude hackersclub, maar na een confrontatie die bijna haar leven kost besluit zij hen weer te verlaten. Zach wordt nog steeds vastgehouden door zijn moeder Kelly, na een ontsnappingspoging ziet hij tot zijn afgrijzen zijn moeder zich voeden aan een onschuldige jongen. Hiervan raakt hij zo van streek dat hij een astma-aanval krijgt; door het witte wat hij dan van de meester krijgt is dit snel over en kan hij beter ademen dan ooit. Quinlan betrapt dr. Goodweather als hij de Lumen wil stelen, en stelt hem dan voor om samen te gaan strijden tegen de meester. |            |                            |                 |                               | |                   |  |
| 3 | 3          | First Born                 | Ken Girotti     | Chuck Hogan                   | Deanna Dunagan - Ancharia Aaron Lazar - Kroft Lee Tergesen - Tardi Paul Aspland - Romeinse meester                                                                         | 11 september 2016 |  |
| Flashback: Quinlan wordt in een Romeinse kamp ontdekt door een oudere vrouw die hem meeneemt. Zij vertelt hem dat zij zijn moeder is, en dat ze tijdens haar zwangerschap geïnfecteerd werd door de meester. Tevens vertelt ze hem dat zij hem zal opleiden zodat hij in de toekomst het gevecht aan kan gaan met zijn vader en meester. Heden: Quinlan vertelt dr. Goodweather dat de meester zijn vader is, en dat hij hierdoor half-strigoi en half-mens is. Ook vertelt hij dat de dood van de meester zal resulteren in zijn eigen dood. Angel ontdekt dat Elizalde zijn moeder, die nu een strigoi is, verborgen houdt in zijn woning. Wanneer de politie een razzia houdt op zoek naar strigois worden zij tijdens hun vlucht gevangen door de politie die hen dan arresteert. Voor straf worden zij nu gedwongen om op jacht te gaan naar strigois. Fet en Setrakian ontdekken de diefstal van de Lumen, maar Fet heeft het boek voorzien van een GPS-tracker. Dr. Goodweather dwingt de meester om hem te ontmoeten voor de ruil van het boek tegen Zach. Tijdens de ruil probeert Kelly hem te misleiden door een Feeler zich voor te laten doen als Zach. Tijdens de worsteling die hierop volgt probeert Kelly het boek te pakken, maar krijgt dan verschillende brandwonden door het zilver op de kaft. Fet en Setrakian komen dan ook aan op de plek van de ontmoeting, en worden dan overvallen door een groep Navy SEALs soldaten die nu een strigoi zijn. Hierna ontstaat er een chaos waarbij Quinlan lukt om de meester te onthoofden, maar mist dan een grote rode worm die uit zijn lichaam ontsnapt het riool in. Dr. Goodweather en de anderen kunnen wel de Lumen redden, maar het lijkt erop dat zij Quinlan kwijtraken omdat hij zwaargewond uit de strijd is gekomen. |            |                            |                 |                               | |                   |  |
| 4 | 4          | Gone But Not Forgotten     | Ken Girotti     | Regina Corrado                | Jeananne Goossen - Bella Lee Tergesen - Tardi Meghan Allen - politieagente Norma Bonnie Phillip Jarrett - Ray                                                              | 18 september 2016 |  |
| Tijdens een tv-interview denkt de verslaggeefster dat de politie gevangen dwingt te vechten tegen strigois, Feraldo spreekt deze beschuldigingen echter tegen. Later ontdekt zij dat dit toch waar is en dat de meeste gevangenen dit niet overleven, maar doet niets om dit te stoppen. Dr. Goodweather verpleegt Quinlan die zwaar gewond raakte tijdens het laatste vuurgevecht, en wonderbaarlijk overleeft hij het. Quinlan zoekt dan de oudere op en hoort dan dat de meester niet vernietigd is, dit door de grote rode worm die ontsnapt is en een andere gastlichaam kan zoeken. Quinlan raakt hierdoor zo gefrustreerd dat hij wil breken met de ouderen. De politie dwingt Elizalde en Angel om een groep te leiden in hun jacht naar strigois, maar zij beiden zijn dan hierna de enige overlevenden. Elizalde merkte wel op dat de strigois niet meer gecoördineerd vechten, alsof zij geen leider meer hebben. Setrakian en Fet zijn nog steeds woedend op dr. Goodweather na de diefstal van de Lumen, en sturen hem weg uit hun club. Eichhorst neemt na de dood van de meester wraak door besmette politieagenten naar hun hoofdkantoor te sturen met geïmplanteerde bommen in hun lichaam, na ontploffing spreiden zij besmet bloed over hun collega's. hierdoor worden diverse politiemensen besmet en gedood. Het lukt Fet Feraldo net op tijd te redden door een worm die in haar lichaam kwam te doden. Dutch komt na een lange afwezigheid weer terug bij het oude hoofdkwartier waar zij dr. Goodweather treft, dit resulteert in een drinkfestijn van hun samen. Later ontmoeten zij een strigoi die gecontroleerd wordt de meester, en deze vertelt hen dat hij nog steeds in leven is. Feraldo geeft haar personeel opdracht om de televisieverslaggeefster te arresteren en al haar spullen in beslag te nemen, inclusief de interview die zij eerder afnam van Feraldo. |            |                            |                 |                               | |                   |  |
| 5 | 5          | Madness                    | Deran Sarafian  | Liz Phang                     | Nigel Bennett - dr. Draverhaven Daniel Matmor - boot kapitein Erin Noble - Saskia van Orden                                                                                | 25 september 2016 |  |
| Het wordt bekend dat wereldwijd mensen worden geïnfecteerd door strigois, en dat de populatie van strigois snel stijgt. Dr. Goodweather en Dutch vangen enkele strigois voor hun biologisch onderzoek op hen. Fet implanteert GPS-trackers in strigois om zo hun bewegingen te volgen. Setrakian en Quinlan zetten hun onderzoek voort naar de Lumen. Quinlan ontdekt dat in de geschiedenis strigoi-jagers aan de rand van waanzin opereerden, Setrakian merkt dan op dat Quinlan hier ook aan lijdt. De gezondheid van Palmer gaat steeds harder achteruit, en ontmoet de nieuwe assistent van Eichhorst genaamd Sanjay Desai. Eichhorst deelt Palmer mee dat een schip van Palmer vanuit Egypte in New York aankomt met een geheime en belangrijke lading, zonder hierover verder uit te wijden. Dr. Goodweather ontdekt tijdens een autopsie op een strigoi in de hersenen een bol parasieten die reageren op de microgolven van een magnetron. De bol parasieten besturen de zenuwcentrum van de strigoi en de communicatie tussen de strigois en de meester. Feraldo en Kowalski zijn verrast als zij horen dat de strigois verstopt zitten boven en onder Central Park. Fet ontdekt verborgen tunnels die leiden naar Central Park, en ontdekt daar een grote hoeveelheid strigois. Setrakian ontdekt informatie in de Lumen, de meester kan overmeesterd worden door hem in een kist te doen die van binnen bekleed is met zilver en lood. Zilver is om hem tegen te houden, en lood om hem zo geen boodschappen te laten versturen met zijn gedachten. Setrakian zoekt hierna Palmer op om hem in ruil voor het Witte de identiteit en verblijfplaats te laten geven van de nieuwe gastheer van de meester. Verder onderzoek van dr. Goodweather en Dutch wijst uit dat de strigois niet lang last hebben van hun laatste uitvinding, een interferentieapparaat die gebruik maakt van microgolven. Flashback: In 1972 doet Setrakian zich voor als verkoper van de boek Lumen, om zo de meester in de val te lokken. In plaats hiervan ontmoet hij dr. Draverhaven, een voormalige sadistische nazi-dokter, die nu een strigoi is. Setrakian overmeestert dr. Draverhaven en ontdoet hem van al zijn ledematen, om hem zo later levend in een kist in de zee te gooien. |            |                            |                 |                               | |                   |  |
| 6 | 6          | The Battle of Central Park | Deran Sarafian  | Bradley Thompson David Weddle | Meghan Allen - politieagente Bonnie Allison Wilson-Forbes - politieagente America Olivo - Kate Rodgers Tracy Perez - Maria Dalton Derek - Charles Lee Lee Tergesen - Tardi | 2 oktober 2016    |  |
| Als onderdeel van de totale vernietiging van de strigois stuurt Feraldo Fet en NYPD captain Kate Rodgers naar Central Park voor hun gevaarlijke missie, om alle strigois te vernietigen die daar huis houden. Wanneer Fet Kate ontmoet beseft hij meteen dat zij de mysterieuze vrouw is met wie hij pas een passionele nacht heeft gehad. Eichhorst en Kelly geven Zach een persoonlijke Feeler, als zijn persoonlijke bewaker en gezelschap. Dr. Goodweather en Dutch gaan ook naar Central Park om meer informatie te verkrijgen over hoe strigois met elkaar communiceren. Elizalde en Angel worden weer gedwongen om de tunnels in te gaan voor de jacht op strigois, en na een gevecht lukt het hen te ontsnappen waarna zij in contact komen met Fet en Kate. Elizalde besluit bij hen te blijven terwijl Angel hen verlaat om een gevangene naar buiten te escorteren. Kelly neemt Zach mee naar een nieuwe verblijfplaats, maar Zach kan nog wel een boodschap achterlaten voor zijn vader dr. Goodweather. Het lukt Fet, Elizalde en Kate de strigoi populatie te vernietigen, maar dan wordt er ontdekt dat dit een valstrik was zodat andere strigois alle politieposten in New York kunnen overmeesteren. Feraldo wordt nu, tot haar grote woede, gedwongen om zich overal terug te trekken. Dr. Goodweather ontdekt de verlaten ruimte waar Zach gevangen werd gehouden en zoekt naar meerdere sporen waar hij nu kan zijn. Eichhorst arriveert dan ook en raakt in gevecht met dr. Goodweather, hij krijgt hulp van Dutch die de hand van Eichhorst afhakt wat hem dwingt te vluchten. Wanneer de massale strigois weer bezit nemen van Central Park heeft Feraldo geen andere keus om een massale aftocht te bevelen. |            |                            |                 |                               | |                   |  |
| 7 | 7          | Collaborators              | TJ Scott        | Chuck Hogan Glen Whitman      | Mike Dopud - Sergei Fetrovski Costa Ronin - Alexei Boiko Damir Andrei - Alexei Fet Jonathan Higgins - Cyrus Minow                                                          | 9 oktober 2016    |  |
| Fet en Setrakian reizen af naar een pandjeshuis in Brooklyn om daar zoveel mogelijk zilver te verzamelen voor hun kist waar zij de meester in kunnen vangen. Onderweg stoppen zij bij een appartement waar de ouders van Fet zouden moeten verblijven. Bij binnenkomst ontdekken zij dat zijn ouders zelfmoord hebben gepleegd nadat zij besmet raakte door strigois. Door een flashback wordt duidelijk dat de opa van Fet in de Tweede Wereldoorlog door de Nazi's gevangen werd genomen, en toen werd gedwongen om Joden dood te schieten voor betere behandeling. Later pleegde zijn opa zelfmoord voor deze daden. Dr. Goodweather en Dutch vervolgen hun onderzoek naar de communicatie tussen strigois, en zij isoleren dan een signaal naar wat zij geloven dat dat de stem van de meester is. Zij gaan dan samen met Quinlan naar het John F. Kennedy International Airport om naar de cockpitvoicerecorder te zoeken van de vlucht die de meester naar Amerika bracht. Zij hopen dat hierop de stem van de meester te kunnen vinden, zodat zij dit kunnen vergelijken met de signaal die zij hebben gevonden. Een stervende Palmer en zijn beveiligers gaan aan boord van zijn schip, om daar op zoek te gaan naar de mysterieuze lading uit Egypte. Aan boord gekomen zien zij dat de complete bemanning dood is en dat de vracht verdwenen is. In ruil voor zijn belofte om deze vracht te vinden krijgt Palmer van Setrakian een dosis Witte, wat hij meteen inneemt en meteen voor een positief effect zorgt. |            |                            |                 |                               | |                   |  |
| 8 | 8          | White Light                | TJ Scott        | Regina Corrado Liz Phang      | Elias Edraki - Cheevo Jonathan Higgins - Cyrus Minow Ryan Hollyman - Lar George Ridout - Allex                                                                             | 16 oktober 2016   |  |
| Eichhorst inspecteert zijn nieuwe fabriek waarin hij menselijk bloed kan oogsten. Hij ontdekt dat Desai de procedure heeft getest met testpoppen en niet met levende mensen, Eichhorst hangt dan hun assistent aan de haken om zo toch met levende mensen te testen. Zij komen dan tot de ontdekking dat de testtijden nu afwijken, tot grote woede van Eichhorst. In het appartement van Elizalde keert zijn moeder terug en wil Angel aanvallen, nu wordt Elizalde gedwongen om zijn moeder dood te schieten. Hij en Angel besluiten hierna New York te verlaten om hun heil ergens anders te zoeken waar geen strigois zijn. Setrakian en Fet lukt het, met hulp van Palmer, om de kapitein van het schip te ondervragen. Hij geeft toe dat de vracht uit Egypte naar een bloedfabriek van Eichhorst is gebracht. Palmer biecht hierna op dat er in Amerika alleen al honderden van deze fabrieken worden gebouwd. Fet en Setrakian vallen dat de fabriek binnen waar zij in gevecht raken met beveiligers en Eichhorst, die net op tijd met de vracht kan ontsnappen. Dr. Goodweather en Dutch luisteren de cockpitvoicerecorder af en horen dan het signaal van de meester, wat ervoor zorgt dat Dutch een aanval krijgt en instort. Dr. Goodweather verzorgt haar, en later eindigen zij samen in bed waar zij een romantische nacht beleven. Quinlan heeft een ontmoeting met de oudere, en worden dan overvallen door Eichhorst en een grote leger strigois. Eichhorst laat dan een bom ontploffen die een verwoestende uitwerking heeft. |            |                            |                 |                               | |                   |  |
| 9 | 9          | Do or Die                  | Vincenzo Natali | David Weddle Bradley Thompson | Don Stark - James O'Neill Charlie Gallant - jonge Palmer David Huband - Bob Borgen Tim Post - captain James Bonner                                                         | 23 oktober 2016   |  |
| Flashback: In 1960 zoekt Palmer zijn vader op die directeur is van een groot bedrijf, en vraagt hem een baan. Dit wordt geweigerd en in plaats daarvan krijgt hij een cheque van $10,000 mee met de boodschap dat zijn vader hiermee zijn verantwoording heeft afgekocht. Teleurgesteld verlaat Palmer zijn vader en het geld besteedt hij aan investeringen. Dit gaat zo goed dat hij later eigenaar is van een multinationaal bedrijf genaamd Stoneheart. Deze naam heeft hij aan zijn vader ontleend, die volgens hem een hart van steen had. Heden: in de ontstane paniek besluit het politiekorps New York in alle haast te verlaten, op een paar trouwe captains na die Feraldo blijven steunen. Fet waarschuwt dr. Goodweather en Dutch om New York te verlaten, omdat de stad binnen twee dagen overmeesterd zal worden door de strigois. Zij weigeren echter hier gehoor aan te geven, zij willen aan hun uitvinding blijven werken. Als zij hiermee klaar zijn testen zij hem op een strigoi, en tot hun blijdschap werkt het als zij zien dat de strigoi totaal geen communicatie meer heeft met zijn mede strigois. Feraldo en haar trouwe collega's worden bij de stadsgrens aangevallen door strigois, en net als alle hoop weg is worden zij bijgestaan door Elizalde en Angel die net aankomen. In de daaropvolgende strijd vinden zij echter allemaal de dood, behalve Elizalde die over de stadsgrens kan ontsnappen. Quinlan heeft de bomaanslag van Eichhorst overleefd, en hergroepeert met Setrakian en Fet. Zij krijgen dan bezoek van dr. Goodweather en Dutch die beweren dat hun apparaat goed werkt tegen de strigois, en tegen de meester. Ondanks dit goede nieuws eist Fet dat dr. Goodweather hen verlaat, hij kan hem nog steeds de diefstal van de Lumen niet vergeven. Palmer en zijn beveiligingsteam lokaliseren de vracht van het schip en overmeesteren Desai. Dan ontdekken zij dat de vracht bestaat uit twee nucleaire bommen, en dat er eentje al weg is. De vermiste bom is door Eichhorst gebruikt voor het vernietigen van de oude meesters, en waar Quinlan zwaar gewond raakte. Palmer neemt de tweede bom mee en lokt Eichhorst in een val waarbij hij zwaar beschoten wordt. Zwaar gewond probeert hij te vluchten en valt dan in een liftschacht, niet wetende of hij dot zal overleven. Wetende dat de meester nu snel zal weten dat Palmer de tweede bom heeft, moet hij zo snel mogelijk een ontmoeting hebben met Setrakian. |            |                            |                 |                               | |                   |  |
| 10 | 10         | The Fall                   | Carlton Cuse    | Carlton Cuse Chuck Hogan      | Joe Delfin - Randy Jeff Kassel - Xun Hannan Younis - Lindsay Aaron Lazar - Kroft                                                                                           | 30 oktober 2016   |  |
| Palmer en Setrakian plannen een hinderlaag voor de meester in het hoofdkantoor van Stoneheart, en dat dr. Goodweather, Fet, Dutch, Setrakian en Quinlan de meester in de gemaakte kist kunnen vangen. Maar de meester neemt bezit van het lichaam van Palmer als nieuwe gastheer, en hierbij ook het geheugen van Palmer. De meester weet nu de tweede bom te vinden en geeft hem aan de zwaar gewonde Eichhorst, die hij ook meteen helemaal geneest. Eichhorst plaatst de bom bij het Vrijheidsbeeld, en neemt de afstandsbediening mee terug naar het hoofdkantoor. Op het hoofdkantoor geeft hij de afstandsbediening aan Kelly, die deze later doorgeeft aan Zach. Dr. Goodweather en Setrakian hebben dan een ontmoeting met Palmer, maar beseffen al snel dat het nu de meester is en raken in een gevecht. Nadat Dutch het apparaat aanzet zien zij dat de meester geen communicatie meer kan uitvoeren en valt dan even stil. Tijdens de stilval lukt het de rest om hem te overmeesteren en hem in de kist te stoppen. In het gevecht is dr. Goodweather licht gewond geraakt en blijft achter om zichzelf te behandelen, terwijl de rest de kist met inhoud in de zee te dumpen. Kelly en Zach komen dan de ruimte binnen waar dr. Goodweather is achtergebleven. Kelly en dr. Goodweather raken dan in een gevecht, en uit zelfverdediging moet hij Kelly doodsteken. Zach ziet dit gebeuren en uit woede ontsteekt hij de bom, waarna hij en zijn vader toezien hoe de bom ontploft. Aan de kade staan de rest van de club met de kist, en zij zien ook hoe de bom ontploft. Door de schokgolf is de kist opengesprongen en kon de meester ontsnappen. Door de nucleaire winter van de bom wordt het donker ondanks dat de zon schijnt, en de strigois kunnen nu ook overdag de straat op. Eichhorst verlaat samen met Zach het hoofdkantoor, terwijl de groep dekking moet zoeken voor de dreigende fall-out en de naar buiten komende strigoi. In de ontstaande chaos is dr. Goodweather wanhopig op zoek naar zijn zoon Zach. |            |                            |                 |                               | |                   |  |